# جمهرة أشعار العرب
جمهرة أشعار العرب كتاب لأبي زيد القُرَشِيّ، وهو مجموعة في اختيار الشعر العربي الجاهلي والمخضرم والإسلامي قد قسم الكتاب إلى سبعة أقسام وكل قسم سبع قصائد وجعل كل الأقسام متدرجة من العصر الجاهلي حتى العصر الأموي.

## مقدمة كتاب جمهرة أشعار العرب
افتتح أبو زيد القرشي كتابه بقوله "هذا كتاب جمهرة وقارن المؤلف بين لغة الشعر ولغة القرآن والعمالقة وبعض العرب البائدة مثل قوم عاد وثمود وهذا جعل مقدمة الكتاب يشوبها الروح الغيبية التي تنسب الشعر إلى قوى خارقة للطبيعة أو إلى أناس من العصور القديمة دون إدراك واعي لنشأة اللغات وتطورها.
أورد القرشي رأي النبي محمد في الشعر وأنه كان يسمعه ويجيزه ثم ذكر الأسباب في تعيين طبقات فحول الشعراء والمفاضلة بينهم وذكر بعض أخبارهم.

## أقسام الكتاب
القسم الأول يختص بالطبقة الأولى والقسم الثاني بالطبقة الثانية وهكذا.
أطلق على كل طبقة اسم خاص على النحو التالي:
- الطبقة الأولى : وهم أصحاب المعلقات وقد ذكر معلقات كل من أمرؤ القيس وزهير بن أبي سلمى والنابغة الذبياني ولبيد بن ربيعة والأعشى وعمرو بن كلثوم وطرفة بن العبد وعنترة بن شداد
- الطبقة الثانية: أصحاب المجمهرات وقد ذكر قصائد كل من عبيد بن الأبرص وعدي بن زيد وبشر بن أبي خازم وأمية بن أبي الصلت وخداش بن زهير والنمر بن تولب.
- الطبقة الثالثة: أصحاب المنتقيات وقد ذكر في قصائد كل من المسيب بن علس والمرقش الأصغر والمهلهل بن ربيعة والمتلمس وعروة بن الورد ودريد بن الصمة والمتنخل الهذلي.
- الطبقة الرابعة: أصحاب المذهبات وهم حسان بن ثابت وعبد الله بن رواحة ومالك بن عجلان وقيس بن الخطيم وأحيحة بن الحلاج وأبو قيس بن الأسلت وعمرو بن امرئ القيس.
- الطبقة الخامسة: أصحاب المراثي وقد ذكر منهم أبو ذؤيب الهذلي ومحمد بن كعب الغنوي وأعشى باهلة وعلقمة الحميري وأبو زبيد الطائي ومتمم بن نويرة ومالك بن الريب التميمي.
- الطبقة السادسة : أصحاب المشوبات وهم الشعراء المخضرمين وقد ذكر منهم نابغة بن جعدة وكعب بن زهير والقطامي والحطيئة والشماخ بن ضرار وعمرو بن الأحمر الباهلي وتميم بن مقبل.
- الطبقة السابعة: أصحاب الملحمات وقد ذكر منهم : الفرزدق وجرير بن بلال والأخطل وعبيد الراعي وذو الرمة والكميت والطرماح بن حكيم الطائي.

## عيوب جمهرة أشعار العرب
1- لم يذكر القرشي سبب تقدم كل طبقة على غيرها من الطبقات ولم يذكر سبب ابتدائه بالمعلقات.
2-جعل المراثي مجموعة قائمة بذاتها لأن الطبقات الأخرى بحسب المستوى الفني وهذه الطبقة الوحيدة التي وضعت بحسب الموضوع.
3-لم يذكر القرشي الفروق الفنية الموجودة في الطبقات السبع ولم يذكر أي تعليق يبين سبب تفضيل قصيدة على أخرى ولم يوازن بين القصائد.
طبع كتاب جمهرة أشعار العرب لأول مرة في مطبعة بولاق بمصر عام 1311 هجري ثم طبعتها دار صادر ودار بيروت سنة 1967 ثم طبعة بتحقيق علي محمد البجاوي سنة 1967 م.